# Gwiazda wieloporowata

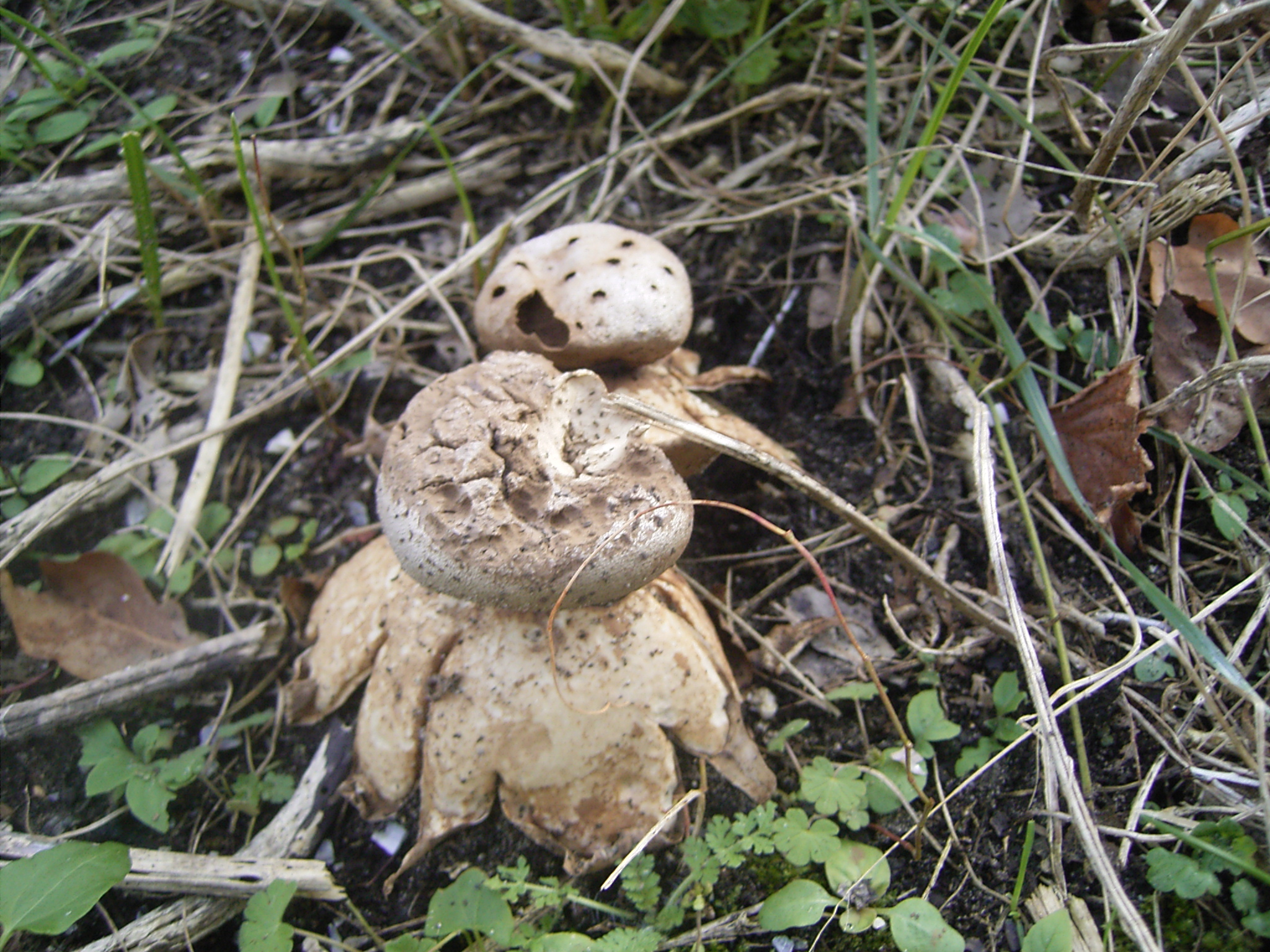

Gwiazda wieloporowata (Myriostoma coliforme (Dicks.) Corda) – gatunek grzybów należący do rodziny gwiazdoszowatych (Geastraceae).

## Systematyka i nazewnictwo
Pozycja w klasyfikacji według Index Fungorum: Myriostoma, Geastraceae, Geastrales, Phallomycetidae, Agaricomycetes, Agaricomycotina, Basidiomycota, Fungi.
Po raz pierwszy takson ten zdiagnozował w 1785 r. James Dickson nadając mu nazwę Lycoperdon coliforme. Obecną, uznaną przez Index Fungorum nazwę nadał mu w 1842 r. August Corda, przenosząc go do rodzaju Myriostoma.
Polską nazwę zaproponował Władysław Wojewoda w 2003 r., wcześniej w polskim piśmiennictwie mykologicznym gatunek ten opisywany był jako wieloporek gwiaździsty. Synonimy:
- Geastrum coliforme (Dicks.) Pers. 1801
- Lycoperdon coliforme Dicks. 1776
- Myriostoma anglicum Desv. 1809
- Myriostoma coliforme var. capillisporum V.J. Staněk 1958
- Myriostoma coliforme var. coliforme (Dicks.) Corda 1842
- Polystoma coliforme (Dicks.) Gray 1821

## Morfologia
Wytwarza owocniki o średnicy 5–8 cm, barwy ochrowoszarej lub ochrowobrązowej, za młodu okrągły, z trójwarstwowym egzoperydium i jednowarstwowym endoperydium. Po dojrzeniu owocników egzoperydium pęka na 5-12 ramion, podobnie jak u gwiazdoszy (Geastrum sp.). W przeciwieństwie od nich w kulistym, odsłoniętym endoperydium tworzą się ujścia zarodników w formie wielu (do 30) niewielkich otworów, a samo endoperydium podtrzymywane jest przez 8-31 kolumnowatych trzonków. Zarodniki wieloporka gwiaździstego są okrągławe, o średnicy ok. 4–5 μm, graniasto urzeźbione (na wysokość do 2 μm), bez pory rostkowej, a ich wysyp jest barwy brązowej.

## Występowanie i siedlisko
Występuje na wszystkich kontynentach poza Antarktydą. W piśmiennictwie naukowym na terenie Polski do 2020 r. podano 8 stanowisk historycznych, 5 aktualnych i jedno wątpliwe. Aktualne stanowiska podaje także internetowy atlas grzybów. W Polsce gatunek ten jest bardzo rzadki i podlega ścisłej ochronie gatunkowej. Znajduje się na Czerwonej liście roślin i grzybów Polski. Ma status E – gatunek wymierający. Znajduje się na listach gatunków zagrożonych także w Austrii, Belgii, Niemczech, Anglii, Holandii, Słowacji, Szwecji, Czechach.
Naziemny grzyb saprotroficzny. W Europie owocnikuje od września do listopada, bardziej licznie występuje w jej południowej części. Występuje w lasach sosnowych i świerkowych, także w lasach liściastych i kserotermicznych zaroślach. Grzyb naziemny preferujący gleby piaszczyste, i wapienne, a w lasach łęgowych także gleby cięższe.